# Brachiones przewalskii
Brachiones przewalskii — єдиний вид з роду Brachiones і підродини піщанкових (Gerbillinae). Названий на честь Миколи Пршевальського.

## Опис
Голова й тіло довжиною від 80 до 95 мм, хвіст між 70 і 80 мм, довжина задньої ступні між 22 і 24 мм, довжина вух між 6 і 9 мм і вага до 42 гр. Верх блідий сірувато-жовтий, блідий жовтувато-коричневий чи світлий піщано-сірий. Низ, руки і ступні білі. Хвіст коротший, ніж голова і тіло і білуватий або жовто-коричневий і зменшується до кінця. Ноги повністю вкриті волоссям, тоді як долоні оголені. Вуха маленькі. Кігті на передніх кінцівках сильні. Зубна формула: 1/1, 0/0, 0/0, 3/3 = 16.

## Поширення
Країною проживання є Китай (Ганьсу, Внутрішня Монголія, Синьцзян). Займає напівпостійні піщані дюни з щільними кронами чагарників або дюни, які лежать близько до лісистої місцевості. 

## Звички
Створює прості системи тунелів і нір, не глибше 60 см і з отвором близько 4,5 см.

## Загрози та охорона
Немає серйозних загроз для цього виду. Може бути присутнім в охоронних районах.